# Johann Wilhelm von Broich
Johann Wilhelm von Broich (* unbekannt; † 7. Oktober 1619) war ein römisch-katholischer Geistlicher und Domherr in Münster.

## Leben

### Herkunft und Familie
Johann Wilhelm von Broich entstammte dem jülichschen Uradelsgeschlecht von Broich und war der Sohn des Eberhard von Broich († zwischen 1573 und 1591) und dessen Gemahlin Gertrud von Reven. Seine Schwester Lucia († 1627) war Äbtissin in der Stiftskirche Vilich (Bonn).

### Wirken
Johann Wilhelm bat mit kurfürstlicher Zusage am 25. März 1598 um die Dompräbende des verstorbenen Domherrn Rotger von der Horst. Es lagen hierfür mehrere Bewerbungen vor. Zunächst entschied sich der Kurfürst – abweichend von seiner Zusage – am 13. April für den Bewerber von Wittenhorst. Dann aber befahl er am 4. Mai 1598, Johann Wilhelm zu präbendieren, sobald er seinen Adelsnachweis vorgelegt hat. Am 20. Mai wurde er auf die Geschlechter Broich, Witzelbach, Reven und Metternich aufgeschworen. Damit war der geforderte Adelsnachweis erbracht. Am 25. Mai 1619 wurde Johann Wilhelm zum Subdiakon geweiht.